# Dominik Raneburger
Dominik Raneburger (* 17. Februar 1989 in Lienz, Tirol) ist ein österreichischer Film- und Theaterschauspieler.

## Leben
Nach dem Besuch der Pflichtschule absolvierte Dominik Raneburger das Bundes-Oberstufenrealgymnasium Lienz, an welchem er im Jahr 2007 die Matura ablegte. Danach absolvierte er seinen Zivildienst am Krankenhaus der Barmherzigen Brüder Wien. Seit 2008 studierte Raneburger Schauspiel am renommierten Max Reinhardt Seminar, an welchem er 2012 sein Diplom erhielt.
Seine erste Rolle bekam Raneburger im Alter von 14 Jahren in Jo Baiers Heimatfilm Schwabenkinder; der für den Deutschen Fernsehpreis und den Adolf-Grimme-Preis nominiert wurde und den Bayerischen Fernsehpreis sowie den Fernsehfilmpreis der Deutschen Akademie der Darstellenden Künste gewann. Danach sollte es fünf weitere Jahre dauern, bis er 2008 in Tatort: Granit erneut als Schauspieler vor der Kamera stand. Es folgten Gastauftritte in den Krimiserien Schnell ermittelt und SOKO Donau und SOKO Kitzbühel. Zudem war Raneburger zwei Staffeln lang im Cast der ORF-Serie „Vorstadtweiber“ als Marcello zu sehen.
Neben seiner Arbeit vor der Kamera steht Raneburger auch als Schauspieler auf Theaterbühnen, so im Schauspielhaus Wien und den Festspielen Reichenau. 2012 war er zudem in Trust von Falk Richter am Théâtre du Centaure in Luxemburg und in der Uraufführung „Die Lipizzanernummer“ von Jean-Paul Maes am Théatre National de Luxembourg zu sehen. Dominik Raneburger spricht neben seiner Muttersprache Deutsch nicht nur Englisch und Französisch, sondern auch Luxemburgisch.
Seit der Spielzeit 2014/15 ist er festes Ensemblemitglied des Düsseldorfer Schauspielhauses.
2021 wurde Raneburger für „Eine blassblaue Frauenschrift“ in der Kategorie Moderner Klassiker in Hamburg mit dem Monica-Bleibtreu-Preis ausgezeichnet. Im selben Jahr wurde Das Mädchen aus dem Bergsee mit dem Fernsehpreis der Österreichischen Erwachsenenbildung in der Kategorie „Fiktion“ ausgezeichnet mit Raneburger in der Rolle des jungen Ermittlers Alexander-Yusuf Demir.
2023 gewann „Der Quickie“ in der Regie von Eileen Byrne den Luxemburgischen Filmpreis in der Kategorie „Meilleure Série ou Production Transmedia“ in dem Raneburger den Burg-Schauspieler Andreas Burger spielt. Im Herbst 2023 übernahm er die Hauptrolle in der Uraufführung des Romans "Der Mann der durch das Jahrhundert fiel" basierend auf dem Bestseller von Moritz Rinke am Altonaer Theater in Hamburg.  
Bei den 74. Internationalen Filmfestspielen Berlin feierte „Mit einem Tiger schlafen“ der Regisseurin Anja Salomonowitz seine Weltpremiere in der Sektion „Forum“, in dem Raneburger den Vater der Malerin Maria Lassnig, dargestellt von Birgit Minichmayr, spielt. Bei der Verleihung des Österreichischen Filmpreises 2025 gewann der Film bei neun Nominierungen in fünf Kategorien.  

## Filmografie
- 2003: Schwabenkinder
- 2008: Tatort – Granit
- 2012: Schnell ermittelt – Jana Solm
- 2013: Schon wieder Henriette
- 2014: Die Steintaler ...von wegen Homo sapiens (Fernsehserie, 12 Folgen)
- 2014: SOKO Donau (Fernsehserie, 1 Folge)
- 2015–2016: Vorstadtweiber (Fernsehserie, 10 Folgen)
- 2015: Die weiße Schlange
- 2016: Ghetto
- 2017: Die Nacht
- 2017: Von Oben
- 2018: Parallels
- 2019: SOKO Kitzbühel: Alleingelassen
- 2020: Landkrimi: Das Mädchen aus dem Bergsee
- 2021: Der Quickie (Kurzfilm)
- 2023: Landkrimi: Der Tote in der Schlucht (Fernsehreihe)
- 2024: Mit einem Tiger schlafen
- 2024: Marianengraben
- 2025: Landkrimi: Tod in Tirol
- 2025: Captain Truth

## Theater
- 2009: Der Mann des Zufalls Max Reinhardt Seminar, Regie: Jens Bluhm
- 2009: Der Heldenplatz-Skandal Theater in der Josefstadt – Probebühne, Regie: Steffen Jäger
- 2010: Was ihr wollt Schlosstheater Schönbrunn, Regie: Sylvie Rohrer
- 2011: Geheime Freunde Schlosstheater Schönbrunn, Regie: Karoline Kunz
- 2011: Zu Dia ziagt’s mi hin Max Reinhardt Seminar, Regie: Sarah Kors
- 2011: Ein Traumspiel Max Reinhardt Seminar, Regie: Jens Bluhm
- 2012: Wie es euch gefällt Shakespeare-Festspiele Rosenburg, Regie: Helene Vogel
- 2012: Trust Théatre du Centaure Luxemburg, Regie: Jens Bluhm
- 2013: Life-Like Baumgartner Höhe Wien, Regie: Jens Bluhm
- 2013: Die Lipizzanernummer Théatre National de Luxembourg, Regie: Anne Simon
- 2013: Der einsame Weg Festspiele Reichenau, Regie: Hermann Beil
- 2014: Sonia Mushkat Theater Nestroyhof Hamakom Wien, Regie: Michael Gruner
- 2014: Der Process Festspiele Reichenau, Regie: Renate Loidolt
- 2014: Das weite Land Festspiele Reichenau, Regie: Hermann Beil
- 2015: Mord Düsseldorfer Schauspielhaus, Regie: Dedi Baron
- 2015: Comedian Harmonists Düsseldorfer Schauspielhaus, Regie: Mathias Schönsee
- 2015: Der Hauptmann von Köpenick Düsseldorfer Schauspielhaus, Regie: Christian von Treskow
- 2016: Die Kleinbürgerhochzeit Düsseldorfer Schauspielhaus, Regie: Hans Ulrich Becker
- 2016: Die Nibelungen Düsseldorfer Schauspielhaus, Regie: Kurt Josef Schildknecht
- 2016: Das brennende Geheimnis Festspiele Reichenau, Regie: Renate Loidolt
- 2016: Liebelei Festspiele Reichenau, Regie: Regina Fritsch
- 2017: Du bist mir so unendlich lieb; Kinneksbond Mamer Luxemburg
- 2017: Liebelei Vorarlberger Landestheater, Regie: Rudolf Frey
- 2018: Zweite Allgemeine Verunsicherung; Kasemattentheater Luxemburg, Regie: Jens Bluhm
- 2018: Weisser Raum, Ruhrfestspiele Recklinghausen, Regie: Anne Simon
- 2018: Das Vermächtnis, Festspiele Reichenau, Regie: Hermann Beil
- 2018: Der Revisor, Kleines Theater Berlin, Regie: Mathias Schönsee
- 2019: Der Ruf des Lebens, Festspiele Reichenau, Regie: Helmuth Wiesner
- 2019: Eine blassblaue Frauenschrift, Kleines Theater Berlin, Regie: Mathias Schönsee
- 2020: Radetzkymarsch, Vereinigte Bühnen Bozen, Regie: Rudolf Frey
- 2020: Amadeus, Independent Little Lies, Regie: Jacques Schiltz, Claire Wagener
- 2021: Mendy – Das Wusical, Les Théatres de la ville de Luxembourg, Regie: Jacques Schiltz, Tom Dockal
- 2021: De Besch, Volleksbuehn Luxemburg, Regie: Anne Simon, Max Jacoby
- 2021: A'll d'Déieren aus dem Besch, Les Théatres de la ville de Luxembourg, Regie: Anne Simon
- 2022: Das HAU-Projekt, Kasemattentheater Luxembourg, Regie: Jacques Schiltz
- 2023: Der Mann, der durch das Jahrhundert fiel, Altonaer Theater Hamburg, Regie: Mathias Schönsee
- 2023: So ein Theater, Kleines Theater Berlin, Regie: Mathias Schönsee
- 2024: Erbe, Theater Nestroyhof Hamakom Wien, Regie: Ingrid Lang
- 2025: Vreckvéi, Theater Miersch Luxemburg, Regie: Max Jacoby